# Ofensiva de Nikopól-Krivói Rog
La ofensiva de Níkopol-Krivói Rog (en ruso: Никопольско-Криворожская наступательная операция) fue una operación militar llevada a cabo por el Tercer Frente Ucraniano del Ejército Rojo y elementos del Cuarto Frente Ucraniano contra el 6.º Ejército alemán en el área de Níkopol y Krivói Rog en el óblast de Dnipropetrovsk, en el centro de Ucrania, que se desarrolló entre el 30 de enero y el 29 de febrero de 1944. 
La ofensiva tuvo lugar en el Frente Oriental de la Segunda Guerra Mundial y fue parte de la más amplia ofensiva del Dniéper-Cárpatos, un ataque soviético contra el Grupo de Ejércitos Sur para recuperar el resto de la RSS de Ucrania que aún permanecía en manos de Alemania desde 1941. Sus objetivos eran: derrotar al grupo de tropas alemanas situadas en el saliente de Níkopol-Krivói Rog, eliminar la cabeza de puente de Níkopol en el Dniéper y liberar las importantes localidades de Níkopol y Krivói Rog.
Tras el avance soviético hacia el río Dniéper durante la batalla del Dniéper, a finales de 1943, las fuerzas alemanas consiguieron mantener la cabeza de puente de Níkopol en la orilla izquierda del Dniéper, el área donde se encontraban las minas de manganeso de importancia crucial para la producción de guerra alemana que Adolf Hitler insistía en retener. En noviembre y diciembre, los frentes ucranianos 3.º y 4.º llevaron a cabo múltiples ataques fallidos contra la cabeza de puente, un saliente centrado alrededor de la base de suministros y el cruce ferroviario de Apóstolove, y las tropas alemanas en el área de Krivói Rog. Tras otro ataque fallido a mediados de enero, la ofensiva de Níkopol-Krivói Rog fue lanzada por el Tercer Frente Ucraniano al norte del saliente el 30 de enero, y elementos del Cuarto Frente Ucraniano al sur se unieron un día después.
Las tropas soviéticas rompieron las líneas del 6.º Ejército, capturaron Apóstolove el 5 de febrero y dividieron al ejército por la mitad. Níkopol cayó el 8 de febrero, pero a pesar de las grandes pérdidas, las tropas en la cabeza de puente, incluido el IV Cuerpo de Ejército alemán, pudieron retirarse a través del Dniéper. El IV Cuerpo de Ejército lanzó un contraataque infructuoso contra Apóstolove por esas fechas, lo que provocó una pausa temporal soviética para preparar el avance contra Krivói Rog, en la parte noroeste del saliente.
Dos ejércitos del Tercer Frente Ucraniano iniciaron el avance hacia esa ciudad el 17 de febrero y la capturaron el 22 de febrero. Otros ejércitos del frente reanudaron el avance y capturaron varias cabezas de puente sobre el río Inhulets, que se convirtió en la siguiente línea defensiva alemana. Los combates en la zona cesaron, pero las ganancias soviéticas allanaron el camino para los avances posteriores durante la segunda fase de la ofensiva del Dniéper-Cárpatos. 
La ofensiva concluyó con una victoria del Ejército Rojo. La tropas soviéticas lograron cumplir sus objetivos, esto es eliminar la cabeza de puente alemana de Níkopol en el Dniéper y liberar las localidades de Níkopol y Krivói Rog, además de infringir al menos 15 000 bajas al 6.º Ejército durante los intensos combates.

## Antecedentes
Tras la victoria soviética en la batalla del Dniéper a finales de 1943, el 6.º Ejército alemán, comandado por el Generaloberst Karl-Adolf Hollidt, escapó de la amenaza de cerco soviético y se retiró a la zona de Krivói Rog, con su IV y XXIX Cuerpos de Ejército aferrados a la cabeza de puente de Níkopol sobre el Dniéper, que formaba el extremo más oriental de un saliente centrado en el nudo ferroviario principal de Apóstolove. El 3 de noviembre, estos dos cuerpos fueron transferidos temporalmente al 1.ᵉʳ Ejército Panzer y, en cuestión de semanas, pasaron a formar parte del Grupo Schörner bajo el mando del General der Gebirgstruppe Ferdinand Schörner junto con el XVII Cuerpo de Ejército situado más al norte. Durante noviembre y diciembre, los tercer y cuarto frentes ucranianos lanzaron una serie de ataques fallidos contra la cabeza de puente de Níkopol y el área de Krivói Rog, que formaba un saliente. El Tercer Frente Ucraniano dirigió sus ataques contra la parte norte del saliente, mientras que el 4.º Frente ucraniano avanzó contra la parte sur.
Desde su captura por los alemanes en 1941, los ricos yacimientos de manganeso de la zona de Níkopol se habían utilizado en Alemania para la producción de acero de alta resistencia. Incluso hoy en día, el manganeso no tiene un sustituto satisfactorio en sus principales aplicaciones en la metalurgia. Adolf Hitler enfatizó repetidamente la importancia crucial de esta área y les dijo a sus comandantes que la «pérdida de Níkopol significaría el final de la guerra». La cabeza de puente también tenía una gran importancia operativa porque podría servir como trampolín para un asalto para liberar a las tropas alemanas atrapadas en Crimea, razón por la cual Hitler rechazó las demandas del comandante del Grupo de Ejércitos Sur, el Generalfeldmarschall Erich von Manstein, para evacuar el saliente. Como resultado, la cabeza de puente estaba fuertemente fortificada, con tres líneas de trincheras en la primera línea defensiva, reforzada por cinturones de alambre de púas y campos de minas. Todas las alturas y asentamientos inmediatamente detrás del frente se convirtieron en puntos fuertes fortificados. Estas posiciones eran lo único que quedaba de la línea fortificada del Dniéper alemán.

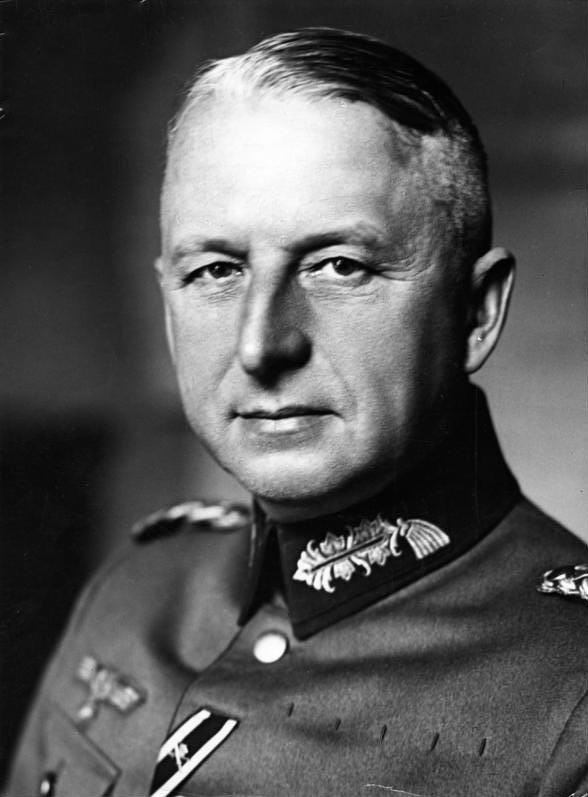
Erich von Manstein comandante del Grupo de Ejércitos Sur, en una foto de 1938

A pesar de la obsesión del Führer con la cabeza de puente, la extracción del mineral de manganeso cesó durante el invierno de 1943 y 1944 y las existencias extraídas anteriormente «no se pudieron mover» debido a la falta de transporte motorizado, según el jefe del Estado Mayor del 6.º Ejército, el Generalleutnant Max Bork. El 1 de enero, el 6.º Ejército fue transferido del Grupo de Ejércitos A, que ocupaba la parte más meridional de Ucrania al oeste del Dniéper, al Grupo de Ejércitos Sur, cuyo sector iba desde el norte de Krivói Rog hasta las marismas de Pripet en la parte más septentrional de Ucrania. Alrededor de este tiempo, Manstein transfirió el 1.er Ejército Panzer al sector norte, dejando atrás algunas de sus divisiones de infantería en la cabeza de puente de Níkopol; estos se unieron al 6.º Ejército. El 4 de enero de 1944, Manstein voló al cuartel general del Führer expresamente para persuadir a Hitler de que permitiera la retirada de las tropas alemanas de la zona de Níkopol y Crimea para acortar el frente, pero su solicitud fue nuevamente denegada.
También había formidables barreras naturales en el área: el río Kamenka en el sector del 3.er Frente Ucraniano y el Dniéper en el sector del 4.º Frente Ucraniano. Detrás de la línea del frente alemán, en la cabeza de puente de Níkopol, estaba la llanura aluvial pantanosa del Dniéper, que rara vez se congelaba en invierno. Las únicas salidas desde la cabeza de puente eran un puente temporal en el sector norte al este de Níkopol y un par de puentes de pontones de un único carril en el extremo sur de la cabeza de puente en Velyka Lepetykha. El resto del sector ocupado por el 6.º Ejército, mirando al norte y ligeramente al este, se extendía entre las posiciones 29 kilómetros al norte de Krivói Rog y 48,3 kilómetros al norte de Apóstolove, donde la única vía férrea que abastecía al ejército se ramificaba al norte y hacia Níkopol. Las posiciones atravesaban un terreno de estepa abierta dividida en ángulo recto por numerosos barrancos y por los cursos de agua de cinco ríos principales.
Un solo camino de superficie dura pasaba por el sector del 6.º Ejército, designado como «Camino IV», pero era inutilizable debido a su proximidad a la línea del frente, a excepción de una pequeña área en Krivói Rog. Debido a la falta total de materiales de construcción adecuados, las fuerzas alemanas no pudieron construir carreteras de superficie dura. Como resultado, cuando las carreteras se volvían lodosas (debido a la raspútitsa) en el clima húmedo del invierno, el ferrocarril y los vehículos sobre orugas eran el único método de transporte viable, lo que significaba que si las tropas soviéticas pudieran capturar Apóstolove, habrían aislado efectivamente a las fuerzas alemanas situadas en la cabeza de puente.

## Preparativos

### Ataques preliminares
A finales de 1943 el 3.er Frente Ucraniano, comandado por el general del ejército Rodión Malinovski, se atrincheró en la línea formada por las localidades de Veselyye Terny, Tomakovka y Belenkoye. Dicho frente incluía el 8.º  Ejército de la Guardia, los  ejércitos 6.º y 46.º, el 17.º Ejército Aéreo y el 23.º Cuerpo de Tanques, integraba solo diecinueve divisiones de fusileros y un cuerpo de tanques y se enfrentaba a los cuerpos de ejército alemanes LVII Panzer, XXX y XVII. El 4.º Frente Ucraniano del general del ejército Fiódor Tolbujin incluía el 3.º Ejército de la Guardia, el 5.º Ejército de Choque y el 28.º Ejército, el 8.º Ejército Aéreo, el 2.º y 4.º Cuerpo Mecanizado de la Guardia y el 4.º Cuerpo de Caballería de la Guardia, las tropas de Tolbujin operaban contra la cabeza de puente de Níkopol. Estas unidades desplegaban veintidós divisiones de fusileros, tres divisiones de caballería, así como dos cuerpos mecanizados y se enfrentaban al IV y XXIX cuerpos de ejército en la cabeza de puente de Níkopol.

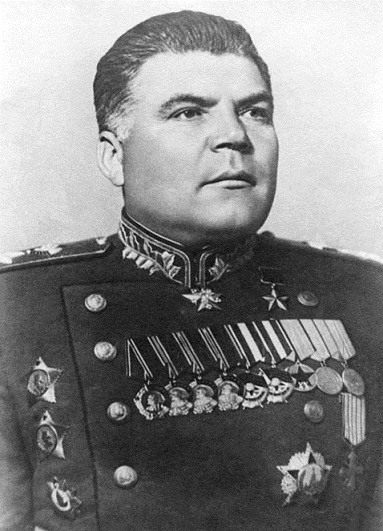
El general del ejército Rodión Malinovski comandante del Tercer Frente Ucraniano, en una foto de finales de la década de 1940

El 3.er Frente Ucraniano y los elementos del 4.º Frente Ucraniano asignados a la ofensiva recibieron en enero la tarea de destruir las fuerzas alemanas en el área de Níkopol y Krivói Rog, eliminar la cabeza de puente de Níkopol y empujar a las tropas alemanas detrás de la línea de los ríos Inhulets y el Bug Meridional. El 29 de diciembre de 1943 el mariscal Aleksandr Vasilevski, representante del Alto Mando soviético (Stavka), informó que la derrota de las tropas alemanas que se oponían al 1.er Frente Ucraniano en la ofensiva de Zhitómir-Berdichev y la redirección del 2.º Frente Ucraniano para que atacara en dirección a Kirovogrado habían obligado a reconsiderar los planes operativos para los tercer y cuarto frentes ucranianos. Concluyó que era probable una retirada alemana de la cabeza de puente de Níkopol y, por lo tanto, abogaba por un nuevo ataque que debía comenzar entre el 10 y el 12 de enero de 1944.
La Stavka aprobó su plan y después de los preparativos entre el 10 y el 12 de enero, los frentes ucranianos 3.º y 4.º  comenzaron el ataque. El 8.º Ejército de la Guardia y el 46.º Ejército (ambos asignados al Tercer Frente) avanzaron hacia Apóstolove contra el XXX Cuerpo de Ejército el 10 de enero, y el 3.er Ejército de la Guardia, el 5.º de Choque y el 28.º Ejércitos (integrados en el Cuarto Frente) atacaron al IV y XXIX cuerpos de ejército en la cabeza de puente de Níkopol el 12 de enero. El ataque del 3.er Frente Ucraniano el 10 de enero, encabezado por lo que un informe alemán estimó en 80 tanques y precedido por un potente bombardeo de artillería, incluyó nueve divisiones de fusileros de ambos ejércitos, avanzando en dos oleadas. Este ataque fue detenido después de avanzar apenas 4,8 km por dos divisiones panzer alemanas, que afirmaron haber destruido dos tercios de los tanques soviéticos después de que estos últimos superaran a su infantería de apoyo.
Los continuos contraataques alemanes redujeron la brecha a aproximadamente una milla al final del día. En cuatro o cinco días de intensos combates, las tropas soviéticas no pudieron lograr avances significativos. El 3.er Frente Ucraniano consiguió avanzar a través de las líneas alemanas entre 6 y 8 kilómetros, pero no pudo abrirse paso debido a la fuerte resistencia alemana, la escasez de municiones y su falta de tanques, lo que impidió la creación de un fuerte grupo de ataque. Hollidt consideró brevemente retirar la 24.ª División Panzer de la cabeza de puente de Níkopol para liderar un contraataque en respuesta a los avances soviéticos en el norte, pero decidió no hacerlo después de que el 4.º Frente Ucraniano comenzara su ataque contra la cabeza de puente. Este último frente sufrió un fracaso similar y los ataques se detuvieron el 17 de enero lo que permitió que las tropas consolidaran sus posiciones y planificaran una ofensiva más completa.
Entre el 11 y el 20 de enero, en el período que incluyó estos ataques, el 3.er Ejército de la Guardia, el 5.º de Choque y el 28.º Ejército del 4.º Frente Ucraniano sufrieron un total de bajas de 3191 muertos y 9938 heridos, siendo los más afectados el 3.º de la Guardia y el 28.º Ejércitos. En el período de diez días entre el 11 y el 20 de enero que incluyó el ataque soviético, el 6.º Ejército alemán informó de 1339 muertos, 4865 heridos y 446 desaparecidos. Se informaron bajas de 834 muertos, 3214 heridos y 419 desaparecidos en los diez días siguientes entre el 21 y el 31 de enero.

### Planificación y preparativos soviéticos

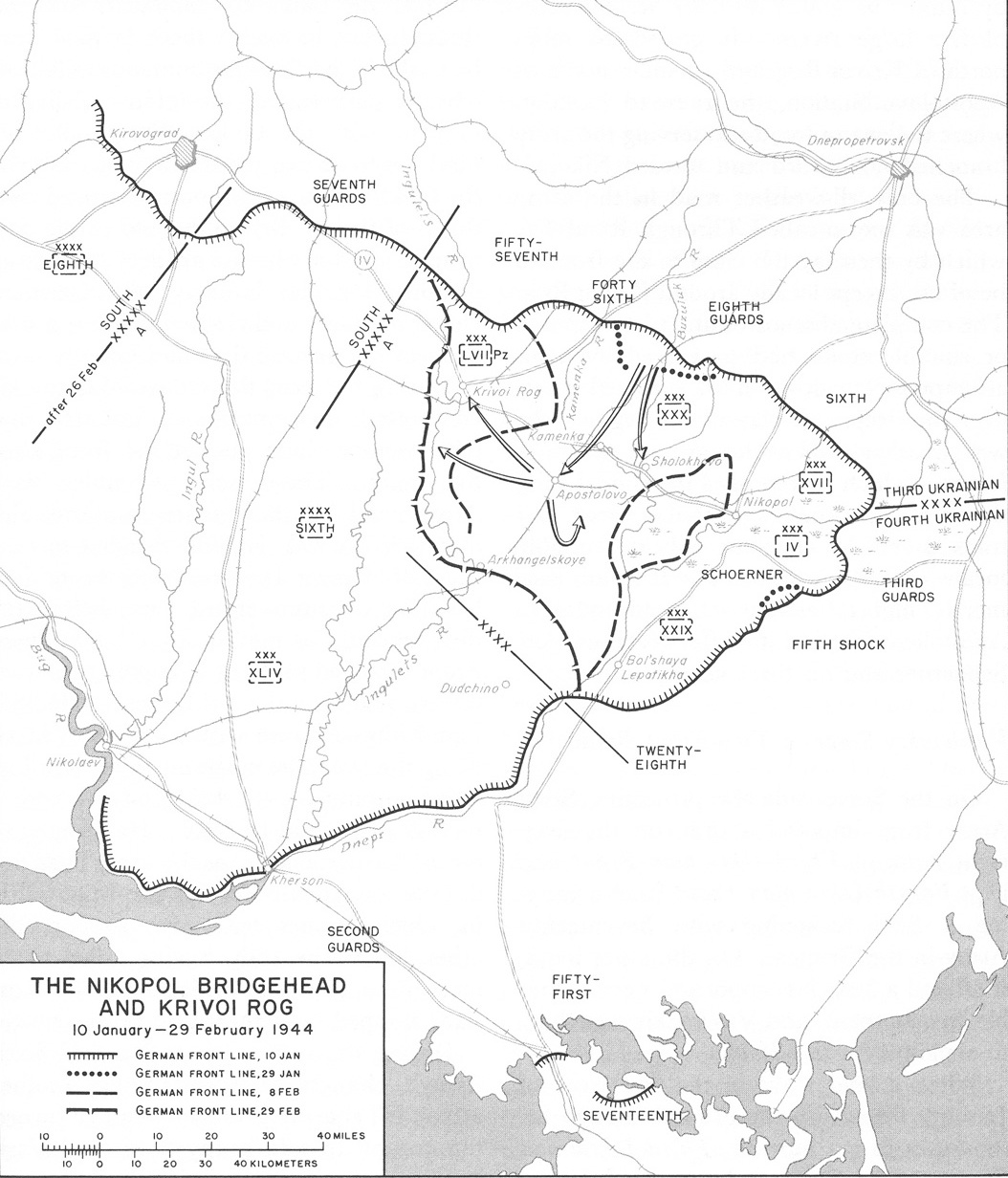
Mapa de la ofensiva de Níkopol-Krivói Rog (en inglés)

El día en que concluyeron los ataques, Vasilevski presentó un nuevo plan a la Stavka para que comenzara un ataque el 30 de enero. Al 3.er Frente Ucraniano se le asignó el papel principal en la proyectada operación, por lo que se reforzó con el 37.º Ejército del 2.º Frente Ucraniano, formado por seis divisiones de fusileros, también recibió el 4.º Cuerpo Mecanizado de la Guardia del 4.º Frente Ucraniano y el 31.º Cuerpo de Fusileros de la Guardia de la Reserva Operacional de la Stavka con tres divisiones de fusileros. El frente recibió, así mismo, 64 tanques y se reabasteció con cantidades significativas de municiones y combustible. El 4.º Frente Ucraniano también recibió más municiones y suministros de todo tipo.
El nuevo plan de Vasilevski preveía que el 37.º Ejército del teniente general Mijaíl Sharojin y el 6.º Ejército soviético del teniente general Iván Shlemin debían lanzar ataques de distracción contra el LVII Cuerpo Panzer alemán en la zona de Krivói Rog y contra el XVII Cuerpo de Ejército del General der Gebirgstruppe Hans Kreysing en Níkopol, respectivamente. Se planeó que el ataque principal del 3.er Frente Ucraniano fuera asestado contra el XXX Cuerpo de Ejército del General der Artillerie Maximilian Fretter-Pico por el 46.º Ejército del teniente general Vasili Glagolev, el 8.º Ejército de la Guardia del coronel general Vasili Chuikov y el 4.º Cuerpo Mecanizado de la Guardia del teniente general Trofim Tanaschishin en dirección a Apóstolove y el Dniéper para enlazar con el 4.º Frente Ucraniano. El 8.ª Ejército de la Guardia y el 46.º Ejército atacarían a 21 kilómetros del ataque principal, con una densidad de 140 cañones y morteros y nueve tanques y cañones autopropulsados por kilómetro. El 17.º Ejército Aéreo del teniente general Vladímir Sudets debía brindar apoyo aéreo al 3.er Frente Ucraniano.
Mientras tanto el 3.er Ejército de la Guardia del teniente general Dimitri Leliushenko, el 5.º Ejército de Choque del teniente general Viacheslav Tsvetaev, y el 28.º Ejército del teniente general Alekséi Grechkin, todos ellos del 4.º Frente Ucraniano —apoyados por el 8.º Ejército del Aire del teniente general Timofei Jriukin—, tenían la misión de destruir las tropas alemanas que se encontraban situadas en la cabeza de puente de Níkopol. Las fuerzas germanas incluían a los cuerpos de ejército IV y XXIX del Grupo Schörner, comandados por el General der Infanterie Friedrich Mieth y el General der Panzertruppe Erich Brandenberger, respectivamente. Una vez que el 5.º Ejército de Choque hubiera roto el frente alemán el 2.º Cuerpo Mecanizado de la Guardia del teniente general Karp Sviridov debía atacar a través de la brecha practicada en las líneas alemanas y avanzar en profundidad en la retaguardia enemiga.
Durante tres noches, entre el 16 y el 18 de enero, el 8.º Ejército de la Guardia se concentró en reducir su sector al oeste del Dniéper y las divisiones del 6.º Ejército soviético cruzaron el Dniéper para tomar las posiciones previamente ocupadas por el 8.º de la Guardia. El 46.º Ejército se concentró en el flanco del 8.º de la Guardia, y el 37.º Ejército avanzó a la derecha del 46.º Ejército. El 4.º Cuerpo Mecanizado de la Guardia se desplazó hacia adelante desde el sur del río para tomar posiciones reforzando la intersección entre el 8.º Ejército de Guardias y el 46.º Ejército. La inteligencia alemana detectó la concentración de la 3.ª y la 8.ª de la Guardia y el 37.º Ejército; sin embargo, no descubrió el alcance total de la concentración del 8.º de la Guardia y pasó por alto por completo el movimiento del 4.º Cuerpo Mecanizado de la Guardia del teniente general Trofim Tanaschishin.

### Redespliegues alemanes
El 24 de enero, anticipándose a un ataque en la parte norte del saliente, Hollidt retiró sus tres divisiones panzer del frente con el fin de utilizarlas para crear una reserva blindada. Sin embargo, en cuestión de días, tuvo que transferir una división de infantería a Crimea y el equivalente a dos divisiones de infantería al 8.º Ejército. Esto fue seguido por el envío de la 24.ª División Panzer, la división acorazada mejor equipada del ejército, en una marcha de 310 kilómetros para reforzar el flanco derecho del 1.er Ejército Panzer el 28 de enero durante la batalla de Korsun-Cherkasy, reduciendo significativamente las fuerzas blindadas disponibles para el 6.º Ejército alemán. Este último se quedó con solo la 9.ª División Panzer como reserva, que contaba con únicamente trece tanques operativos, un tercio de su fuerza autorizada y tenía un número muy reducido de infantería y artillería.

## Comparativa de fuerzas

### Wehrmacht

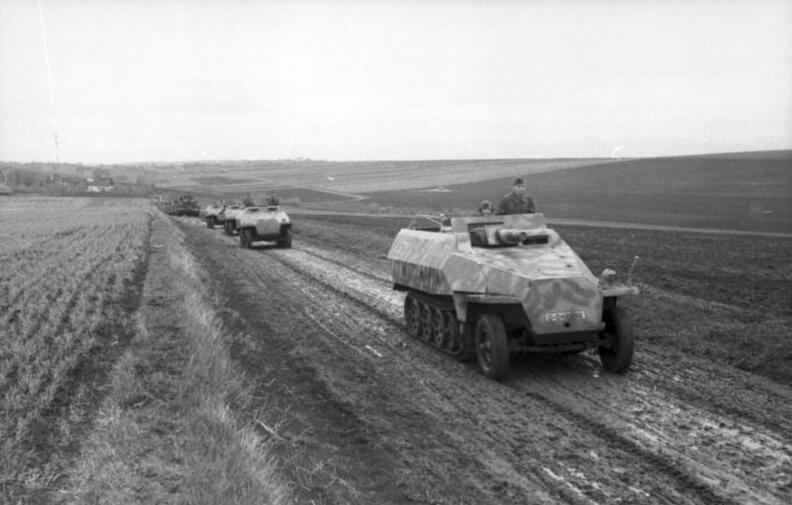
Vehículos blindados alemanes en movimiento en los caminos fangosos de Ucrania en 1944.

Tras las transferencias de varias unidades alemanas realizadas a finales de enero, en el momento de la ofensiva el 6.º Ejército alemán desplegaba veinte divisiones (incluidas tres panzer) con una fuerza de combate media de apenas 2500 soldados y oficiales por división y ocho batallones de cañones de asalto, así como un gran número de unidades apoyo y de artillería. De estas, ocho divisiones de infantería (cuatro en IV y XXIX Cuerpo de Ejército) y tres batallones de cañones de asalto formaban parte del Grupo Schörner en la cabeza de puente de Níkopol. Las unidades de infantería alemanas se habían reforzado utilizando todos los efectivos de las unidades de retaguardia que se habían podido conseguir, esto permitió a las divisiones de infantería 17.º, 111.º y 258.º y a la 3.ª División de Montaña desplegar 7855 soldados de infantería de combate (cada una) el 16 de enero. Aunque el resto de los efectivos de estas divisiones eran veteranos con experiencia combativa, 5500 habían sido transferidos desde unidades de retaguardia, por lo que su capacidad de combate era muy inferior.
El 6.º Ejército alemán debía recibir apoyo aéreo del muy debilitado I Cuerpo Aéreo de la Luftflotte 4. Al comienzo de la ofensiva el 30 de enero, el ejército desplegó 260 000 hombres, 6420 cañones y morteros, 480 tanques y cañones de asalto y 560 aviones. Sin embargo, una cuarta parte de los tanques, cañones de asalto y piezas de artillería estaban fuera de servicio. Además, la escasez de municiones antiaéreas impidió que las fuerzas terrestres alemanas se defendieran de la enorme superioridad aérea soviética, que Schörner describió como «absoluta» en un informe al mando del 6.º Ejército. Los ataques aéreos soviéticos golpearon las líneas de suministro e impidieron el empleo efectivo de la artillería alemana al destruir sus comunicaciones, además de obstaculizar el movimiento de las fuerzas de reserva al interrumpir el mando y control.
| LVII. Panzerkorps    |                                                | 257.ª, 62.ª, 15.ª y 46.ª de infantería                 |
| XXX. Armeekorps      | General der Artillerie Maximilian Fretter-Pico | 16.ª de Granaderos Panzer, 123.ª y 306.ª de infantería |
| XVII Armeekorps      | General der Gebrigstruppe Hans Kreysing        | 387.º, 125.ª y 294.ª de infantería                     |
| IV Armeekorps        | General der Infanterie Friedrich Mieth         | 3.ª de Montaña, 302.ª, 17.ª y 111.ª de infantería      |
| XXIX Armeekorps      | General der Panzertruppe Erich Brandenberger   | 9.ª, 258.ª, 97.ª y 335.ª de infantería                 |
| Reserva del ejército |                                                | 9.ª, 23.ª y 24.ª (en tránsito) Panzer                  |

### Ejército Rojo
Las tropas soviéticas dispuestas para la ofensiva sumaban 705 000 soldados y oficiales, 8048 piezas de artillería, 390 tanques y 1200 aviones de combate, así como 140 aviones de reconocimiento Polikarpov U-2 y Polikarpov R-5. El 3.er Frente Ucraniano desplegaba treinta divisiones de infantería, incluida una división aerotransportada utilizada como simple infantería, además de un cuerpo mecanizado. Estaba apoyado por una división de artillería de vanguardia y cuatro divisiones de artillería antiaérea, entre otras. Los elementos del 4.º Frente Ucraniano que lucharon en la operación desplegaban diecisiete divisiones de infantería adicionales y un cuerpo mecanizado, apoyados por dos divisiones de artillería de vanguardia y una división de artillería antiaérea. En total eran 115 537 soldados y oficiales y 2925 piezas de artillería el 1 de febrero, sin incluir el 2.º Cuerpo Mecanizado de la Guardia y la artillería de reserva del frente.
| 6.º                 | teniente general Iván Shlemin        | 66.º de Fusileros               | 203.ª y 333.ª de Fusileros                                                                   |
|                     |                                      | Ninguno                         | 60.ª de Fusileros de la Guardia y 244.ª de Fusileros                                         |
| 8.º de la Guardia   | coronel general Vasili Chuikov       | 4.º de Fusileros de la Guardia  | 35.ª, 47.ª y 57.ª de Fusileros de la Guardia                                                 |
|                     |                                      | 28.º de Fusileros de la Guardia | 39.ª, 79.ª y 88.ª de Fusileros de la Guardia                                                 |
|                     |                                      | 29.º de Fusileros de la Guardia | 27.ª, 74.ª y 82.ª de Fusileros de la Guardia                                                 |
|                     |                                      | Ninguno                         | 11.ª Brigada de Tanques                                                                      |
| 37.º                | teniente general Mijaíl Sharojin     | 57.º de Fusileros               | 48.ª y 58.ª de Fusileros de la Guardia y 228.ª de Fusileros                                  |
|                     |                                      | 82.º de Fusileros               | 15.ª y 28.ª de Fusileros de la Guardia y 188.ª de Fusileros                                  |
|                     |                                      | Ninguno                         | 92.ª de Fusileros de la Guardia, 10.ª Aerotransportada y 35.ª de Artillería Antiaérea        |
| 46.º                | teniente general Vasili Glagolev     | 6.º de Fusileros de la Guardia  | 20.ª de Fusileros de la Guardia, 236.ª y 353.ª de Fusileros                                  |
|                     |                                      | 31.º de Fusileros de la Guardia | 4.ª, 34.ª y 40.ª de Fusileros de la Guardia                                                  |
|                     |                                      | 34.º de Fusileros               | 195.ª y 394.ª de Fusileros                                                                   |
|                     |                                      | Ninguno                         | 152.ª de Fusileros                                                                           |
| 17.º del Aire       | teniente general Vladímir Sudets     | 1.º de Aviación Mixta           | 5.ª de Asalto de Guardias y 288.ª de Aviación de Cazas                                       |
|                     |                                      | 9.º de Aviación Mixta           | 305.ª y 306.ª de Aviación de Asalto y 295.ª de Aviación de Cazas                             |
|                     |                                      | Ninguno                         | 244.ª Aviación de Bombarderos y 262.ª de Aviación de Bombarderos Nocturnos                   |
| Unidades del frente |                                      |                                 | 9.ª de Artillería de Ruptura, 3.ª, 4.ª y 22.ª de Artillería Antiaérea                        |
|                     | teniente general Trofim Tanaschishin | 4.º Mecanizado de la Guardia    | 13.ª, 14.ª y 15.ª Brigadas Mecanizadas de la Guardia y 36.ª Brigada de Tanques de la Guardia |

| 3.º de la Guardia   | teniente general Dimitri Leliushenko | 34.º de Fusileros de la Guardia | 59.ª y 61.ª de Fusileros de la Guardia y 243.ª de Fusileros                                                                                        |
|                     |                                      | 32.º de Fusileros               | 259.ª y 266.ª de Fusileros |
|                     |                                      | Ninguno                         | 7.ª de Artillería de Ruptura y 2.ª de Artillería antiaérea, 32.ª de Tanques de la Guardia y 5.ª Brigada de Fusileros Motorizados de la Guardia     |
| 5.º de Choque       | teniente general Viacheslav Tsvetaev | 3.º de Fusileros de la Guardia  | 50.ª, 54.ª y 96.ª de Fusileros de la Guardia |
|                     |                                      | 37.º de Fusileros               | 248.ª y 416.ª de Fusileros |
|                     |                                      | Ninguno                         | 118.ª y 130.ª de Fusileros, 26.ª de Artillería |
| 28.º                | teniente general Alekséi Grechkin    | 10.º de Fusileros de la Guardia | 109.ª de Fusileros de la Guardia, 61.ª y 320.ª de Fusileros                                                                                        |
|                     |                                      | 9.º de Fusileros                | 230.ª y 301.ª de Fusileros |
|                     |                                      | Ninguno                         | 2.ª de Artillería de Ruptura de la Guardia |
| 8.º del Aire        | teniente general Timoféi Jriukin     | 7.º de Aviación de Asalto       | 206.ª y 289.ª de Aviación de Asalto, 236.ª de Aviación de Caza                                                                                     |
|                     |                                      | 3.º de Aviación de Caza         | 265.ª y 278.ª de Aviación de Cazas |
|                     |                                      | Ninguno                         | 6.ª de Bombarderos de la Guardia, 1.ª de Asalto de la Guardia, 6.ª de Cazas de la Guardia y 2.ª de Aviación de Bombarderos Nocturnos de la Guardia |
| Unidades del frente | teniente general Karp Sviridov       | 2.º Mecanizado de la Guardia    | 4.ª, 5.ª, y 6.ª Brigadas Mecanizadas de la Guardia y 37.ª Brigada de Tanques de la Guardia                                                         |

## Desarrollo de las operaciones

### Operaciones del Tercer Frente Ucraniano

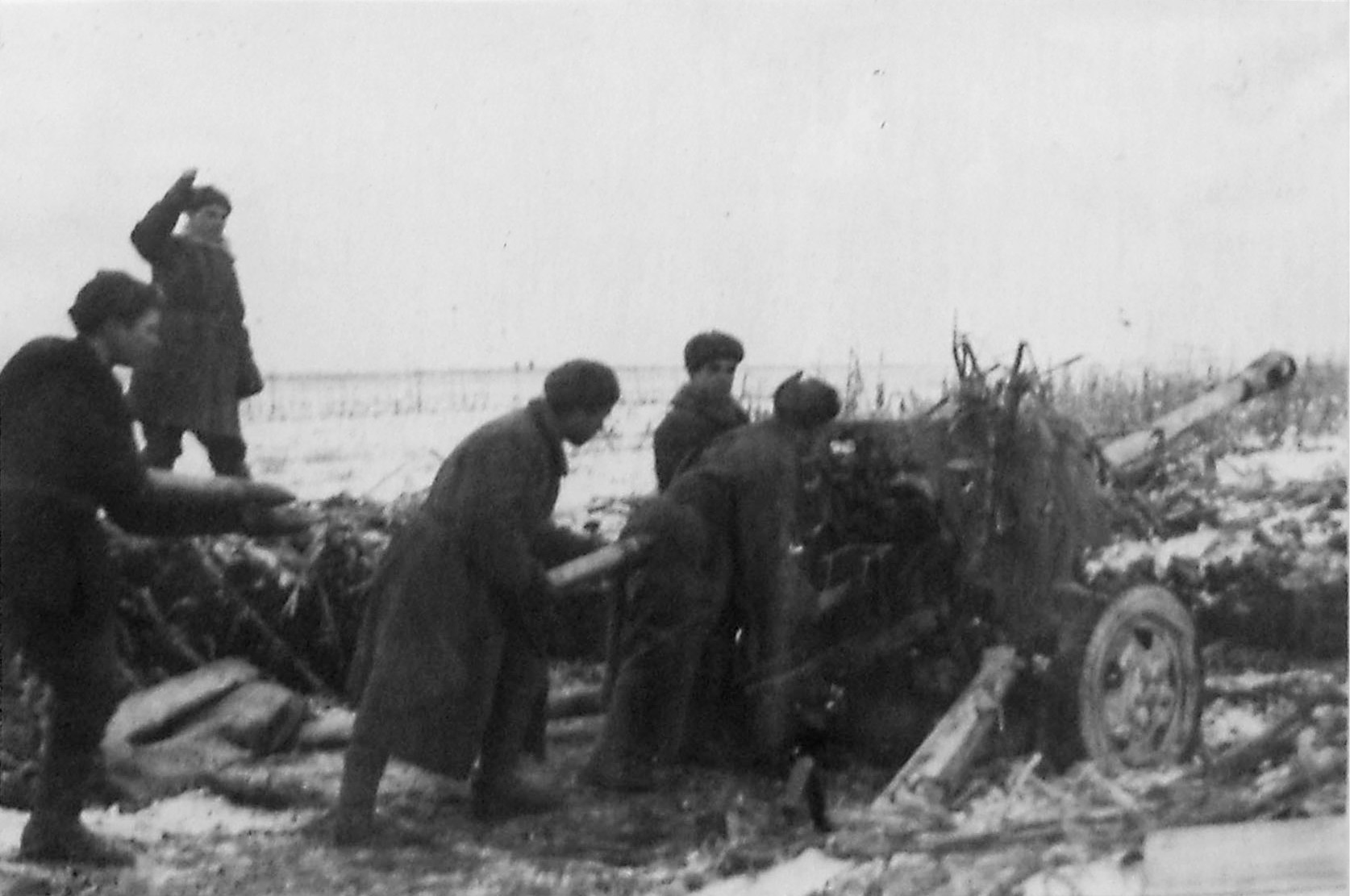
Artilleros soviéticos disparando contra fortificaciones alemanas durante la ofensiva

Los ataques de distracción de los 6.º y 37.º ejércitos soviéticos comenzaron en la mañana del 30 de enero. El 82.º Cuerpo de Fusileros de este último, con las 15.ª y 28.ª divisiones de Guardias y la 188.ª División de Fusileros, logró el mayor éxito, rompiendo la línea alemana en un sector de ocho kilómetros y avanzando desde Veselyye Terny contra la 62.ª División de Infantería del LVII Cuerpo Panzer. La obstinada resistencia y los contraataques alemanes frenaron el avance soviético, que se convirtió en lo que el historiador estadounidense Earl F. Ziemke describió como una «serie de escaramuzas descoordinadas». El 6.º Ejército soviético atacó con sus divisiones 60.ª de la Guardia y 244.ª de fusileros, lo que le permitió conseguir un pequeño punto de apoyo en las defensas del XVII Cuerpo de Ejército al noreste de Níkopol.
Chuikov comenzó el ataque principal el 31 de enero haciendo que sus tropas realizaran un reconocimiento con un batallón de cada división de fusileros del primer escalón para evitar perder el elemento sorpresa, en lugar de realizar un reconocimiento con uno o dos batallones de cada cuerpo entre uno y tres días antes de la operación, una táctica que luego se conoció como el escalón especial. Al amanecer, comenzó un intenso bombardeo aéreo y de artillería soviético de 50 minutos, y la infantería y los tanques de la 8.ª de la Guardia y el 46.º Ejército atacaron a las 09:15h. Se produjeron feroces combates cuando las tropas soviéticas rompieron las defensas de las 46.ª y 123.ª divisiones de infantería y la 16.ª División de Granaderos Panzer, infligiendo grandes pérdidas y obligándolas a retirarse, dejando atrás artillería, vehículos y municiones. El avance soviético llegó hasta las posiciones de la 9.ª División Panzer.
En estrecha cooperación con la infantería y la artillería, el 4.º Cuerpo Mecanizado de la Guardia con 120 tanques y cañones de asalto se insertó en el avance soviético en el sector del 8.º Ejército de la Guardia a las 16:00 horas del 1 de febrero. En su avance, la 4.ª de la Guardia dispersó las unidades en retirada de la 123.ª División de Infantería del XXX Cuerpo de Ejército y capturó a 85 soldados, antes de llegar a las afueras del norte de Kámenka y Sholojovo al final del día y toparse con la 23.ª División Panzer, que desplegó alrededor de 60 tanques. El ataque soviético hacia Sholokhovo amenazó con cortar la ruta de suministro para las tropas alemanas en la cabeza de puente de Nikopol. En los primeros días de la ofensiva, a pesar del mal tiempo, la aviación soviética estaba activa en el frente. Como resultado de los ataques soviéticos, el 2 de febrero, el 6.º Ejército alemán fue transferido de nuevo al Grupo de Ejércitos A, comandado por el Generalfeldmarschall Ewald von Kleist. Schörner ordenó a sus fuerzas evacuar la cabeza de puente de Níkopol ese mismo día y retirarse a una línea que comenzaba en la desembocadura del Basavluk, veinte kilómetros al oeste de Nikópol, y terminaba en Dolinzevo, diez kilómetros al este de Krivói Rog, conocida como la «posición Úrsula». Sholojovo cayó esa misma mañana, aunque los batallones de reemplazo de las divisiones de infantería 258.ª y 302.ª detuvieron temporalmente el avance soviético hacia el sur.

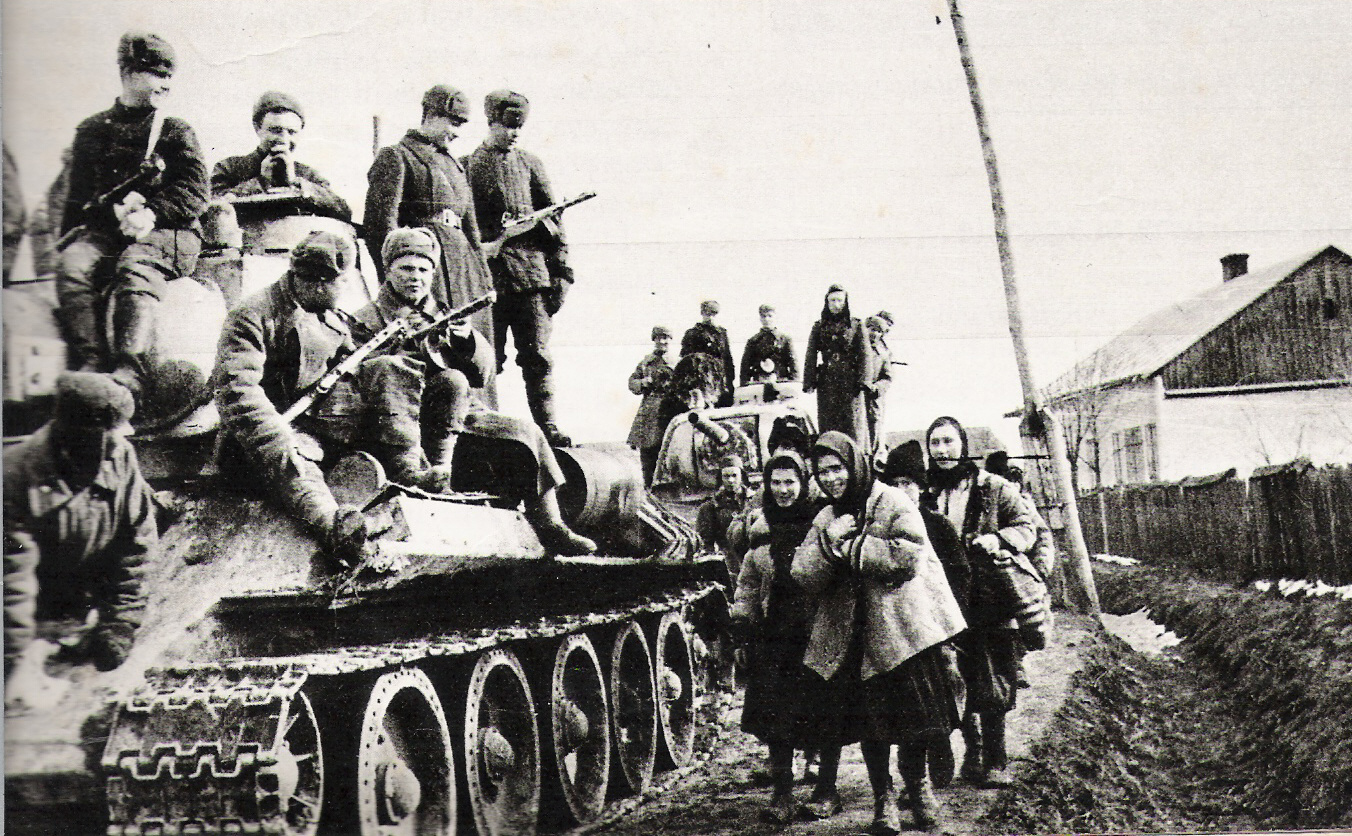
Tropas soviéticas y vehículos blindados en un pequeño pueblo ucraniano recién liberado en 1944

Con el fin de mantener abierta la ruta de retirada para las unidades al este del Dniéper y asegurar el puente ferroviario sobre el Basavluk cerca de Perevizskiye, la 3.ª División de Montaña alemana utilizó sus batallones de reemplazo y zapadores junto con las unidades de alarma de la 258.ª División para contraatacar a varios elementos de la 8.º Ejército de Guardias y del 4.º Cuerpo Mecanizado de la Guardia, pero perdieron casi la mitad de sus efectivos en la lucha. El destacamento de cazacarros de la división de montaña logró inutilizar varios vehículos blindados soviéticos cerca de Perevizskiye, pero el flanco derecho de su batallón de zapadores fue desviado el 6 de febrero por un ataque de tanques contra el asentamiento. Un contraataque apoyado por cañones de asalto y un regimiento de la 3.ª de Montaña retomó la parte norte del asentamiento, lo que permitió el establecimiento de una línea alemana coherente al este de Basavluk. Con el avance soviético allí detenido brevemente, el mando del 6.º Ejército planeó recuperar Sholokovo y mantener una línea al este de Kámenka, pero esta idea se abandonó después de que Schörner informara que tal acción conduciría a la pérdida de la mayoría de los vehículos.
El ataque continuó a pesar de las duras condiciones provocadas por la raspútitsa primaveral, que hizo que las carreteras fueran intransitables, las 4.º, 36.º divisiones de fusileros de la Guardia del 46.º Ejército alcanzaron al cruce ferroviario clave de Apóstolove, la principal base de suministros del 6.º Ejército alemán, en la noche del 4 de febrero. Allí, los restos de la 123.ª División de Infantería del XXX Cuerpo y elementos de la 9.ª División Panzer se concentraron para ofrecer una última defensa integral con hasta 3000 hombres, 80 cañones y 30 tanques y cañones de asalto. La 4.ª de Guardia atacó desde el norte y el este, y la 34.ª de Guardia desde el oeste y el noroeste. Gracias a la ayuda de los lugareños, los exploradores de la 34.ª División de Guardias encontraron una brecha en las defensas alemanas a cuatro kilómetros al noroeste de la ciudad, y su 105.º Regimiento de Fusileros de la Guardia penetró las posiciones alemanas y capturó la estación de tren temprano en la mañana del 5 de febrero. Más o menos al mismo tiempo, el resto de las dos divisiones lanzaron un ataque y Apóstolove fue finalmente capturado a las 8:00h de la mañana. La pérdida de la ciudad dividió al 6.º Ejército alemán por la mitad, una parte estaba estacionada en el área de Krivói Rog y la otra en el área de Níkopol y Márhanets, ya que el LVII Cuerpo Panzer alrededor de Krivói Rog había perdido contacto con el XXX Cuerpo de Ejército tras la retirada de la 9.ª División Panzer de Apóstolove. Además, los ataques de la aviación de asalto soviética interrumpieron el movimiento de la 3.ª División de Montaña en la estación de ferrocarril de Tok en la única vía férrea, al destruir varias locomotoras, lo que impidió la evacuación de los heridos alemanes.

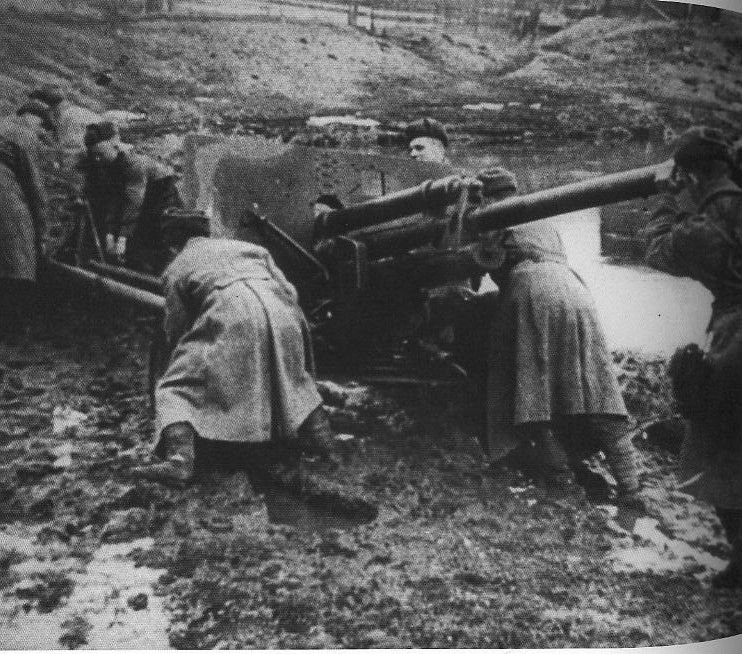
Soldados soviéticos intentan mover un cañón de campaña M1942 (ZiS-3) de 76,2 mm a través del embarrado campo de batalla.

Mientras tanto, el 8.º Ejército de Guardias y el 4.º Cuerpo Mecanizado de Guardias capturaron Kamenka y Perevizskiye, amenazando con rodear a las cinco divisiones del XVII Cuerpo de Ejército en el área de Marganets y Níkopol. En apenas seis días de intensos combates, el Tercer Frente Ucraniano había atravesado las defensas alemanas y avanzado entre ellos, infligiendo grandes pérdidas al 6.º Ejército. Desde Apóstolove, el 46 ° Ejército continuó avanzando hacia el oeste hacia el río Inhulets, mientras que el 8.º Ejército de Guardias y el 4.º Cuerpo Mecanizado de la Guardia intentaron llegar al Dniéper para aislar a las tropas alemanas alrededor de Nikópol, capturando en el proceso las pequeñas localidades de Bolshaya Kostromka, Novosemyovka y Verkhnemikhailovka.

### Operaciones del Cuarto Frente Ucraniano
El 4.º Frente Ucraniano comenzó su ataque contra la cabeza de puente de Níkopol el 31 de enero, con la 50.ª División de Fusileros de la Guardia del 5.º Ejército de Choque haciendo retroceder a las tropas alemanas 1,5 kilómetros en un primer ataque que comenzó a las 04:00h. A las 08:00h la 54.ª División de Fusileros de la Guardia inició su ataque. Al mediodía, la 3.ª de la Guardia y el 28.º Ejército comenzaron a apoyar los ataques para ayudar al 5.º de Choque. El 2.º Cuerpo Mecanizado de la Guardia con alrededor de treinta tanques y cañones autopropulsados entró en el avance en el sector del 5.º de Choque a las 15:00h y avanzó hasta once kilómetros al final del día contra una cada vez más tenaz resistencia enemiga, superando al 5.º de Choque, que apenas fue capaz de avanzar siete kilómetros. El 2 de febrero, las tropas alemanas comenzaron a retirarse, de acuerdo con las órdenes de Schörner, a los cruces del Dniéper en Velikaya Lepetikha y Níkopol, que estaban bajo constantes ataques aéreos y bombardeos soviéticos. Estos interrumpieron la retirada alemana, pero a pesar de las grandes pérdidas, el Grupo Schörner pudo retirarse al otro lado del río, comenzando con la 3.ª División de Montaña en Níkopol.
La resistencia alemana bloqueó el avance soviético: el 2 de febrero, la 3.ª de la Guardia, el 5.º de Choque y el 28.º Ejército continuaron atacando, pero solo el 5.º de Choque pudo obtener pequeñas ganancias, aunque el 3 de febrero el avance del 4.º Frente Ucraniano alcanzó una profundidad de ocho kilómetros. Los tres ejércitos soviéticos continuaron sus ataques a lo largo de las rutas anteriores el 4 de febrero, pero nuevamente fracasaron. Aprovechando la retirada alemana de su principal línea de resistencia en la cabeza de puente de Níkopol el 5 de febrero, el 3.er Ejército de la Guardia, el 5.º de Choque y el 28.º Ejércitos comenzaron la persecución ese día contra los destacamentos de retaguardia alemanes, avanzando entre cuatro y catorce kilómetros. La última unidad alemana en evacuar la parte norte de la cabeza de puente del IV Cuerpo de Ejército fue la 302.ª División de Infantería, cuyos zapadores volaron el puente sobre el Dniéper en Níkopol en la medianoche del 6 de febrero. Los zapadores alemanes también destruyeron armas y vehículos abandonados, así como la infraestructura de Níkopol. Velikaya Lepetikha fue capturada la mañana del 8 de febrero por el 5.º Ejército de Choque y el 28.º, completando la destrucción de la cabeza de puente, después de que el XXIX Cuerpo de Ejército evacuara la pequeña cabeza de puente que quedaba allí, a pesar de las órdenes de Hitler de mantenerla a toda costa.
En la noche del 7 al 8 de febrero, el 6.º Ejército soviético del 3.º Frente Ucraniano entró en Níkopol desde el norte y el este. Sus divisiones de fusileros 203.ª, 244.ª y 333.ª se abrieron paso hasta la ciudad, mientras que el 3.er Ejército de Guardias del 4.º Frente Ucraniano atacó desde el sur, después de cruzar el Dniéper. Su 266.ª División de Fusileros y la 5.ª Brigada Motorizada de Fusileros de la Guardia fueron de las primeras en alcanzar la ciudad. La ciudad fue limpiada de tropas alemanas rezagadas el 8 de febrero, después de una noche de intensos combates callejeros con elementos de la 302.ª División de Infantería alemana en franca retirada.
Entre el 1 y el 10 de febrero, el 3.er Ejército de Guardias, el 5.º Ejército de Choque y el 28.º Ejército todos ellos del 4.º Frente Ucraniano sufrieron bajas de 1725 muertos, 4960 heridos y 94 desaparecidos. La mayoría de las bajas fueron infligidas al 5.º Ejército de Choque. En la evacuación de la cabeza de puente, los alemanes sufrieron grandes pérdidas de equipos y varias de sus divisiones perdieron todo el equipamiento de armas pesadas.

### Contraataque alemán

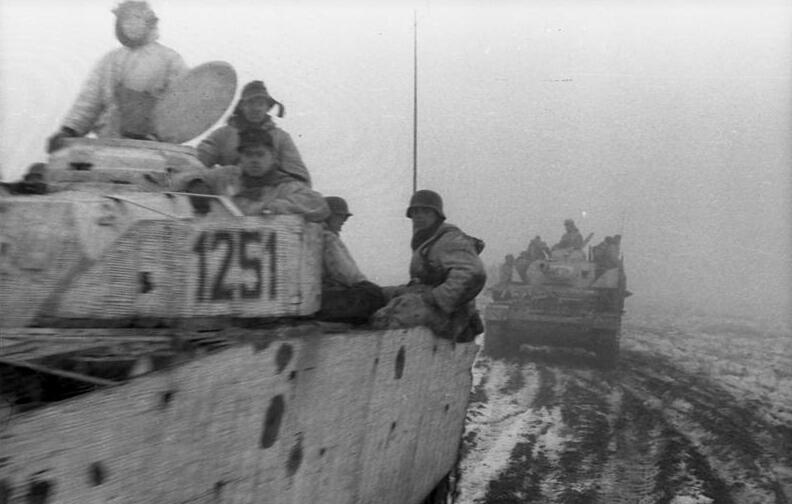
Varios tanques Panzer IV alemanes avanzan por una carretera embarrada en el sur de Ucrania

En los días siguientes, se produjeron feroces combates en un estrecho corredor controlado por las tropas alemanas al oeste de Níkopol, el corredor estaba centrado en una línea defensiva orientada hacia el oeste compuesta por fuerzas que se habían retirado de la cabeza de puente alrededor de Marinskoye y Perevizskiye, incluidos elementos de la 302.ª División y los restos. de la 9.ª División Panzer y las unidades de los IV, XVII y XXIX Cuerpos de Ejércitos que habían logrado salir de la cabeza de puente. Para asegurar el corredor, que representaba la principal ruta de retirada de las tropas al este de Kamenka, el Oberkommando der Wehrmacht, el mando supremo alemán, proyectó un ataque contra las unidades soviéticas que guarnecían en el flanco con el objetivo principal de retomar Sholokhovo seguido de un avance hacia Kámenka, así como como recuperar Bolshaya Kostromka. La debilidad de la 302.ª División hacía inviable esta amplia ofensiva, por lo que se optó por un ataque más modesto, donde las 17.ª, 9.ª y 258.ª divisiones de infantería, así como de la 97.ª División Jäger del IV y XXIX Cuerpo debían llevar a cabo un contraataque al oeste contra Bolshaya Kostromka, así como hacia Apóstolove para restablecer las comunicaciones con el oeste mediante la reapertura de la línea ferroviaria entre las localidades de Tok y Novosemyonovka.
El contraataque tuvo éxito inicialmente, al recuperar algunas localidades como Nikolayevka y Novosemyonovka. A partir del 8 de febrero la 302.ª División de Infantería, reforzada con un regimiento procedente de las divisiones 17.ª y 32. ª y contando el apoyo de la 9.ª División de Infantería, comenzó su ataque contra Bolshaya Kostromka. El asentamiento fue recapturado —excepto por su borde este— mediante cruentos combates, durante los cuales las fuerzas alemanas sufrieron numerosas pérdidas. El 9 de febrero el 8.º Ejército de Guardias lanzó un contraataque apoyado por tanques contra Tok, pero se vio obligado a detenerse después de casi destruir a la 3.ª División de Montaña. Para asegurar completamente la ruta de retirada, se encargó a la 125.ª División de Infantería del XVII Cuerpo que tomara el extremo este de Bolshaya Kostromka, la división lanzó el ataque el 10 de febrero con el apoyo de la 302.ª División. El ataque despejó completamente el asentamiento y la 125.ª continuó el avance hacia Novosemyovka y Apóstolove.
El fuerte contraataque alemán hacia Apóstolove por parte de varias unidades del IV Cuerpo de Ejército, entre otros, golpeó el punto de unión entra la 8.ª de la Guardia y el 46.º Ejército el 11 de febrero. Las pocas unidades soviéticas en el área se vieron obligadas a retirarse y, al final del día, los alemanes habían ganado de 8 a 10 kilómetros; este avance amenazaba con recuperar Apóstolove. Malinovski ordenó que la 48.ª División de Fusileros de la Guardia y dos regimientos de artillería antitanque avanzaran desde la reserva del frente, mientras que la 82.ª División de la Guardia y la 152.ª División de Fusileros se concentraron para defender la ciudad. El contraataque alemán se quedó sin fuerza debido a los ataques aéreos soviéticos que tuvieron lugar el 12 de febrero, momento en que la 125.ª división alemana se vio obligada a retirarse a sus posiciones iniciales; sus pérdidas en los combates fueron tan graves que tuvo que ser disuelta en los días siguientes. Sin embargo, el 8.º Ejército de la Guardia también sufrió pérdidas significativas debido a las condiciones fangosas de las carreteras, lo que provocó que su artillería y tanques se quedaran atrás, así como que sufriera una profunda escasez de municiones. El 10 de febrero el 4.º Cuerpo Mecanizado de Guardias fue retirado a la reserva, en el área de Apóstolove, debido a las graves pérdidas que había sufrido.

### Persecución hacia Krivói Rog
Durante los siguientes días, las tropas alemanas ocuparon los pantanos del Dniéper y la carretera Níkopol-Dudchino, lo que permitió que elementos de cinco divisiones de infantería, incluidas varias del XVII Cuerpo, se retiraran, aunque perdieron casi todo su equipo pesado. Simultáneamente, el 37.º Ejército continuó luchando al sur de Veselyye Terny, el 46.º Ejército avanzó al noroeste de Apóstolove, el 8.º Ejército de la Guardia hizo lo mismo hacia el suroeste de esa ciudad y el 6.º Ejército soviético entró en el área de Novovorontsovka. El 10 de febrero, el 3.er Ejército de Guardias fue transferido al 3.er Frente Ucraniano, pero pronto se retiró a la Reserva de la Stavka. El 5.º Ejército de Choque, también fue transferido al 3.er Frente Ucraniano, el 10 de febrero cruzó el Dniéper en condiciones muy difíciles debido al hielo que flotaba en el río y capturó una cabeza de puente al noroeste de Malaya Lepetikha. Durante los días siguientes, el avance soviético se detuvo mientras se traían municiones y artillería, en espera de la reanudación del ataque en dirección a Krivói Rog.
Durante esta pausa en los combates, el 6.º Ejército alemán reorganizó sus fuerzas debido a las grandes pérdidas sufridas. Además de la disolución de la 125.ª División, dos regimientos de la 302.º se combinaron en uno, mientras que la 387.º División de Infantería se fusionó con la 258.ª. Se juntaron unidades de alarma de artilleros que habían perdido sus piezas de artillería, personal de retaguardia y rezagados. Además, los combates anteriores habían provocado la falta de zapadores, equipos de puente, vehículos, armas, municiones de infantería y tanques. Las 17.ª y 294.ª divisiones también sufrieron grandes pérdidas en el intento de despejar la ruta de retirada, aunque las tropas de los IV y XVII cuerpos de ejército mantuvieron sus posiciones en Marinskoye. Las divisiones 97.ª Jäger y 24.ª Panzer, esta última regresó de su marcha abortada a la bolsa de Korsun-Cherkasy, atacaron al oeste de Bolshaya Kostromka el 15 de febrero para unirse al LVII Cuerpo Panzer. Eliminado una penetración soviética y reportaron la captura de 221 cañones, 66 cañones antitanques y 62 ametralladoras. Esto permitió la retirada del 6.º Ejército relativamente sin molestias hacia la zona del río Inhulets.

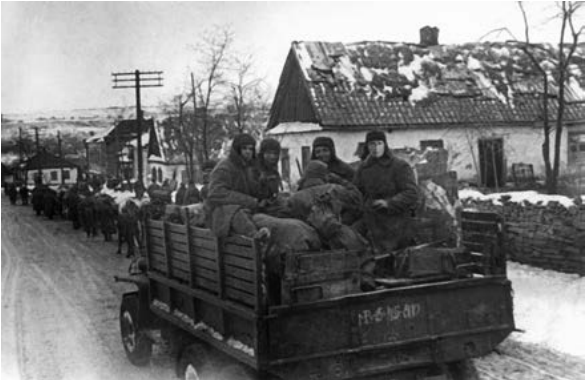
Tropas soviéticas entran en la ciudad ucraniana de Krivói Rog en febrero de 1944

El ataque a Krivói Rog lo llevó a cabo los ejércitos 37.º y 46.º contra cinco divisiones de infantería alemanas y dos divisiones blindadas del LVII Panzerkorps. El primero debía atacar en un sector de diez kilómetros al noreste de la ciudad y evitar la ciudad desde el norte, mientras que el segundo tenía la tarea de atravesar el centro de la línea alemana en un sector de dieciséis kilómetros y asaltar frontalmente la ciudad desde el sureste. En los sectores de avance de ambos ejércitos se concentraban de 40 a 50 cañones y morteros por kilómetro cuadrado.
El ataque comenzó el 17 de febrero: el 37.º atacó a las 05:00h y el 46.º a las 10:00h tras una intensa preparación de artillería que se prolongó durante 30 minutos. Las duras condiciones atmosféricas de fuerte ventisca dificultaron el avance y dejaron en tierra a la aviación soviética, pero en los dos primeros días los dos ejércitos avanzaron en medio de intensos combates en el barro y la nieve. A pesar de los intensos contraataques alemanes, el 82.º Cuerpo de Fusileros del 37.º Ejército llegó a las afueras de la ciudad desde el noreste el 21 de febrero. Al mismo tiempo, el 6.º Cuerpo de Fusileros de la Guardia del 46.º Ejército y el 34.º Cuerpo de Fusileros llegaron a las afueras del este y sureste de la ciudad. El grueso de las defensas alemanas se concentró en el este, donde se había previsto que tendría lugar el ataque principal. Aprovechando los puntos débiles descubiertos por el reconocimiento soviético, 37.º y 46.º los ejércitos se trasladaron a la ciudad al amanecer del 22 de febrero desde el noroeste y sureste, respectivamente; la ciudad se despejó de tropas alemanas a las 16:00h ese mismo día. En celebración por la captura de Krivói Rog, Stalin ordenó que se disparara una salva de artillería de 224 cañones en Moscú. Un destacamento especial del 37.º Ejército impidió la demolición por parte de los alemanes de las centrales eléctricas de la ciudad y las presas de Saksahan.

### Avance hacia el río Inhulets
Después de la captura de Krivói Rog, el 37.º Ejército soviético avanzó hacia el río Inhulets al oeste de la ciudad y el 46.º Ejército hacia el sur de la ciudad. El 25 de febrero, el 8.º Ejército de la Guardia y el 6.º Ejército reanudaron el avance. El 5.º Ejército de Choque reanudó el ataque al suroeste desde una cabeza de puente en el Dniéper el 26 de febrero y alcanzó la línea de Velyka Oleksandrivka y Dudchino tres días después. La zona del Inhulets se convirtió en la principal línea defensiva alemana como una barrera natural conveniente, aunque las divisiones de fusileros de la Guardia 35.ª y 57.ª  ambas integradas en el 8.º Ejército de la Guardia capturaron una cabeza de puente en el área de Shyroke. Casi simultáneamente, el 37.º Ejército capturó una cabeza de puente al oeste de Krivói Rog y el 46.º Ejército una cabeza de puente al norte de Shyroke.

## Consecuencias
Los documentos soviéticos en los Archivos Centrales del Ministerio de Defensa de Rusia estimaron que habían capturado a 4600 militares alemanes durante la ofensiva. Para el mes de febrero, en sus informes de bajas presentados al cuartel general superior cada diez días, el 6.º Ejército alemán informó de 2905 muertos, 10 018 heridos y 2445 desaparecidos, para un total de 15 368 bajas. Según los informes que se conservan en el Archivo Militar Federal Alemán, el ejército perdió 13 240 hombres, incluidos 8390 heridos y 4850 muertos o desaparecidos, entre el 11 y el 29 de febrero.
Ocho divisiones alemanas de infantería, tres divisiones «Panzer» y una división Panzergrenadier perdieron más de la mitad de sus efectivos. La eliminación de la cabeza de puente de Níkopol permitió al 4.º Frente Ucraniano lanzar la ofensiva de Crimea sin temor a que las fuerzas alemanas atacaran su retaguardia. La captura de las cabezas de puente de Inhulets creó condiciones favorables para la posterior ofensiva de Odesa. Durante la operación, los ejércitos aéreos alemanes 8.º y 17.º realizaron 10 700 salidas de combate. Según documentos soviéticos, reclamaron 140 aviones alemanes derribados en más de 100 batallas aéreas y destruyeron otros 39 en tierra. Ambos ejércitos aéreos también transportaron combustible y municiones a las tropas; solamente el 17.º Ejército Aéreo realizó 2136 salidas de transporte, entregando alrededor de 320 toneladas de suministros y evacuando a más de 1260 heridos.